# Wotho
Wotho es un atolón de las Islas Marshall. Forma parte del grupo occidental de atolones de la cadena de Ralik, en el océano Pacífico. Residen en él 160 personas. El atolón se compone de 18 islotes con un área total de 4,33 km Cuadrados y una laguna interior de 94,92 km². Según distintas fuentes el nombre significa "entrada a través del arrecife" o "isla lejana".
- Datos: Q175931